# Ibaiondo

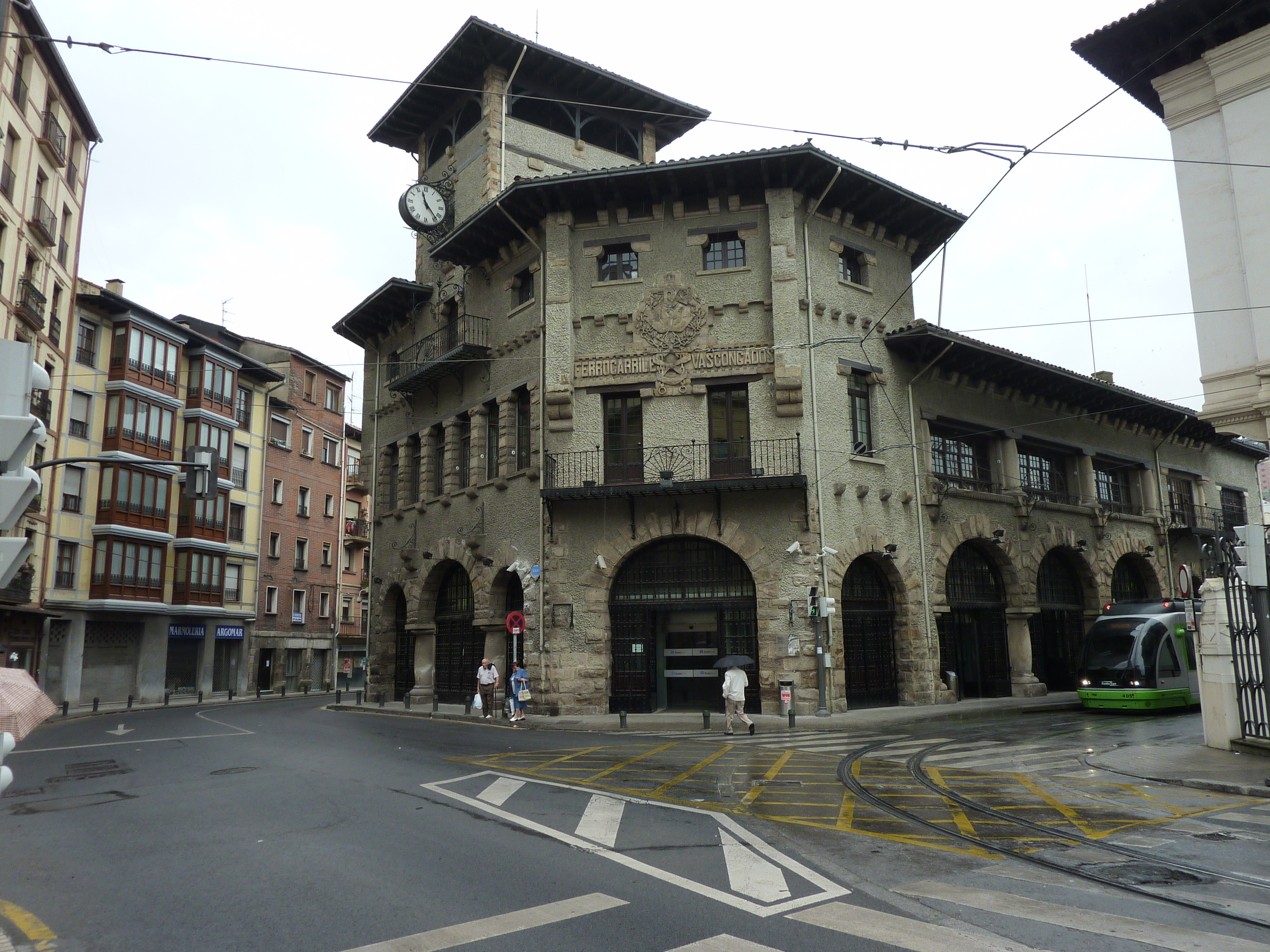
Estação de Bilbao-Atxuri, desenhada pelo arquiteto bilbaíno Manuel María Smith e concluída em 1913.

Ibaiondo é o quinto dos oito distritos em que está dividida administrativamente a cidade de Bilbau, no País Basco, norte de Espanha. Do distrito fazem parte os bairros de Achuri, Bilbao La Vieja, Casco Velho, Iturralde, La Peña, Miribilla, San Adrián, San Francisco, Solokoetxe e Zabala. Aí se encontra o núcleo original da cidade, o Casco Velho (Casco Viejo), também chamado Siete Calles ("sete ruas"; em basco: zazpi kaleak), onde se encontram os edifícios mais antigos, incluindo a Catedral de Santiago e a Igreja de Santo Antão, ambas construídas cerca do século XV. Na atualidade o distrito conjuga esta zona medieval com outras muito mais recentes, como Miravilla, em Bilbao La Vieja (Bilbau, a Velha), cujas obras de urbanização começaram em 1999 e foram finalizadas dois anos depois.
Ibaiondo é o mais populoso e maior distrito de Bilbau, com 57 340 habitantes e 9,65 km² (25% de toda a área do município), mas apenas um quarto (2,45 km²) dos terrenos estão urbanizados, correspondendo o resto ao Monte Pagasarri.

## Localização
O distrito ocupa o extremo sul-sudeste do município, limitando externamente com o município de Arrigorriaga a leste e com uma pequena faixa do de Alonsotegi a sul. O distritos de Bilbau que limitam que Ibaiondo são: a leste com Begoña, a norte com Uríbarri, a oeste com Abando e Recalde. A ria de Bilbau atravessa o distrito de leste para oeste, entre os bairros de Achuri e Casco Viejo, na margem direita, e San Francisco na margem esquerda.

## Bairros

### Achuri
O bairro de Atxuri (em castelhano Achuri) deve o seu nome à união das palavras bascas hitz e zuri (rosa e branca). Tem 17,79 ha e em 2006 tinha 5 012 habitantes. É um dos bairros mais antigos de Bilbau, tendo começado por ser o subúrbio sul da antiga cidade medieval, que é atualmente o Casco Viejo.
Em 1825 foi construído em Atxuri o "Novo Hospital de Bilbau", obra de Silvestre Pérez, o qual esteve em funcionamente até 1908, quando foi construído o Hospital de Basurto. De estilo neoclássico, tinha como modelo os hospitais britânicos, com os serviços distribuídos e em forma de E. O edifício do antigo hospital alberga atualmente o Instituto de Ensino Secundário Emilio Campuzano.
Outra das construções importantes do bairro é a estação ferroviária do EuskoTren de Bilbao-Atxuri, desenhada pelo arquiteto bilbaíno Manuel María Smith e concluída em 1913. A estação serve as linhas 1 (Bilbau-São Sebastião), 1D (Bilbau-Durango) e 3 (Bilbau-Bermeo), além da linha A (Tranvia de Bilbau) da EuskoTran.

### Bilbao La Vieja
Coordenadas: 43° 15' 16" N 2° 55' 27" O

O bairro de Bilbao La Vieja (em basco: Bilbo Zaharra; "Bilbau, a Velha") tem 21 ha e 2 873 habitantes (2006). É usual considerar como pertecendo também a Bilbao La Vieja os bairros limítrofes de São Francisco e Zabala.
O bairro situa-se na margem esquerda da ria e está ligado ao Casco Viejo, na outra margem, pelas pontes de Ponte de Santo Antão, a qual figura no escudo da cidade, da Ribeira e de la Merced. O desenvolvimento da zona esteve intimamente ligado às antigas minas de ferro do Monte Miravilla — era em Bilbao La Vieja que se alojavam a maior parte dos mineiros.
Bilbao La Vieja é o bairro mais antigo da cidade, pois já existia quando a vila foi fundada em 1300. Desde o final do século XIX que a prostituição proliferou na zona, uma ocorrência que se agravou nos anos 1980 com o aparecimento de problemas relacionados com droga, tendo-se convertido num local muito frequentado por marginais. O município tem tentado combater os problemas sociais do bairro através da agência de desenvolvimento Bilbao Lan Ekintza, que promove a recuperação económica e social, nomeadamente apoiando a criação de empesas e dando ajudas a jovens que se pretendam estabelecer no bairro.

### Casco Viejo

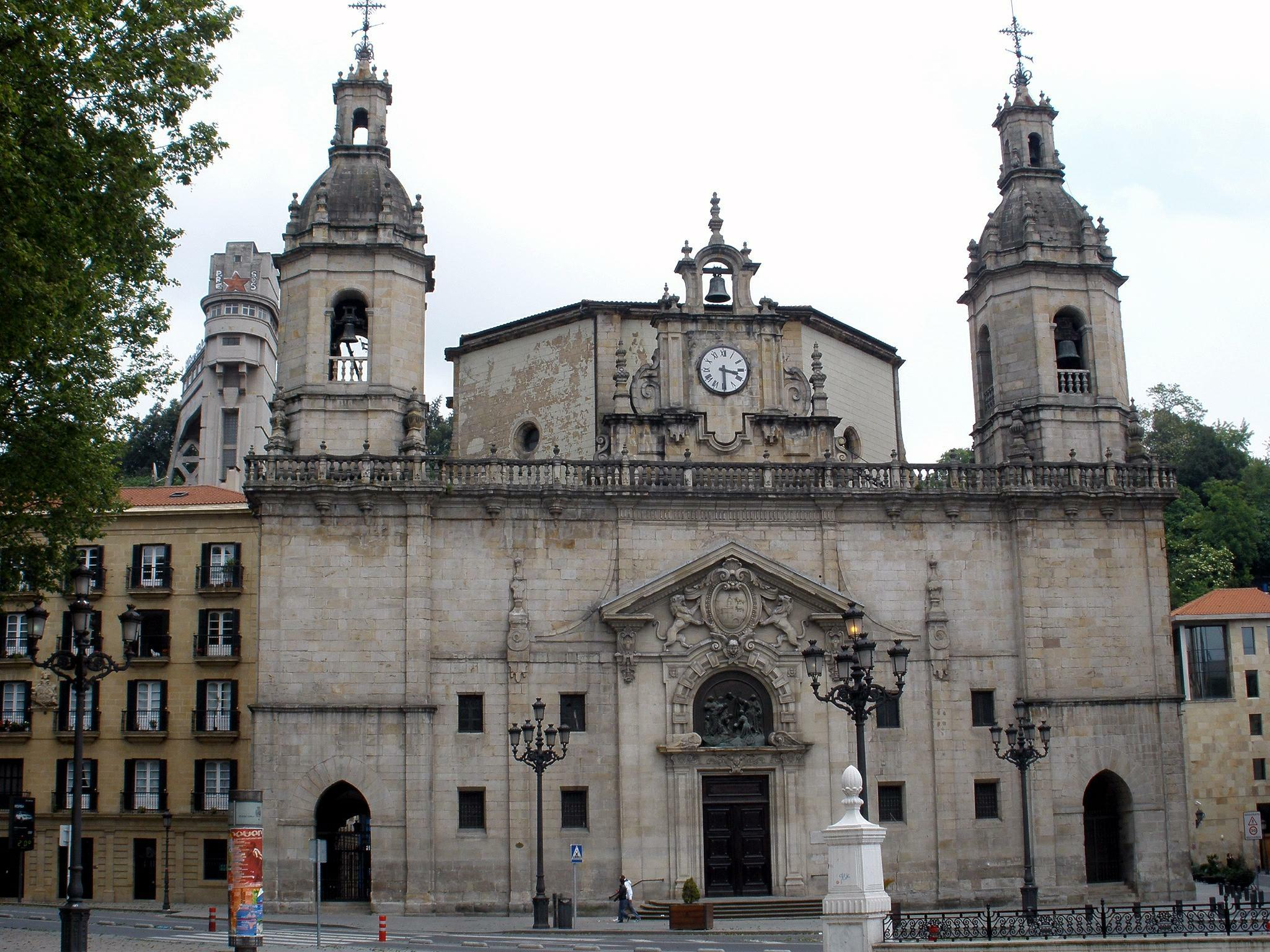
Igreja de São Nicolau

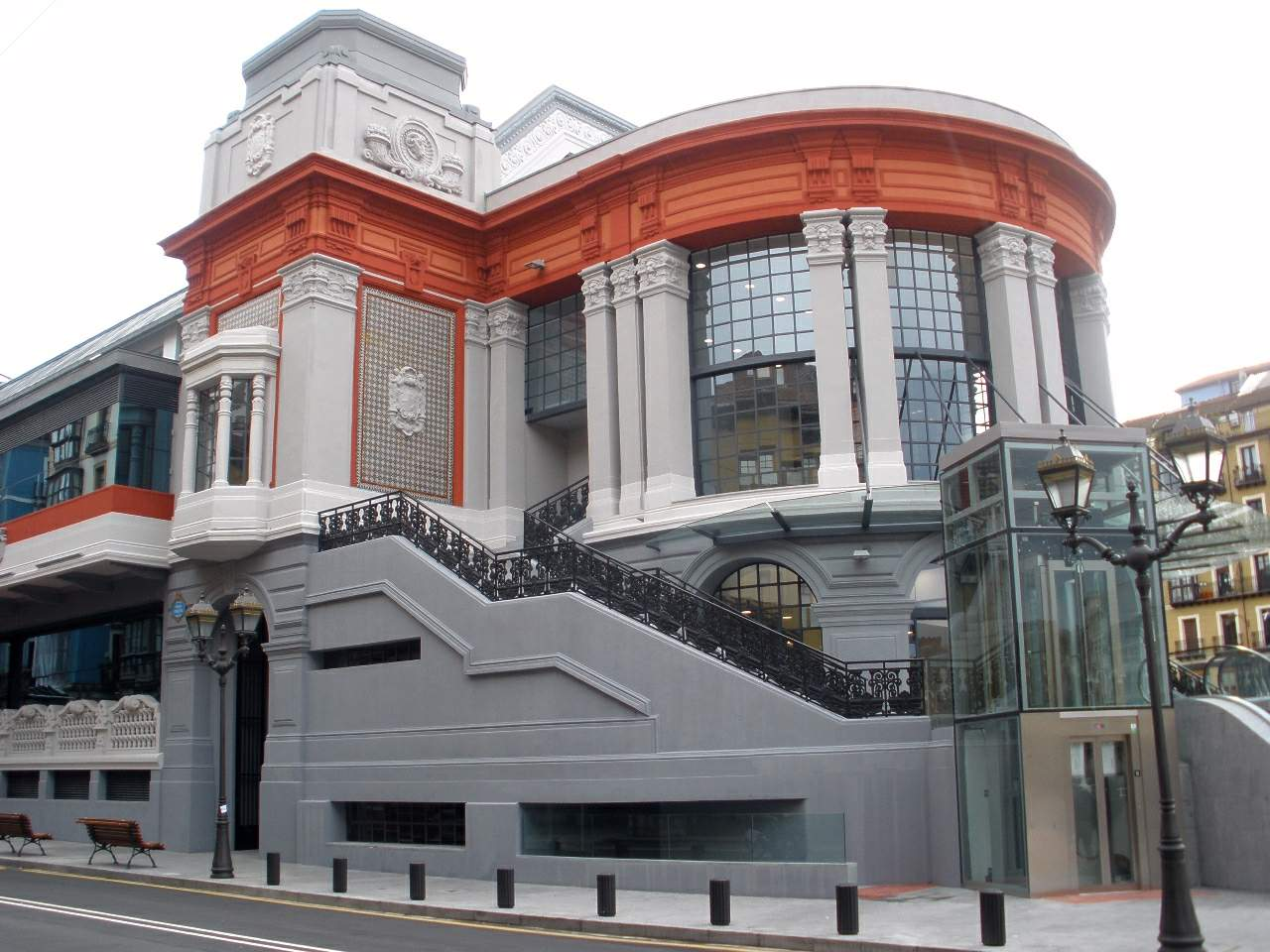
Mercado da Ribeira

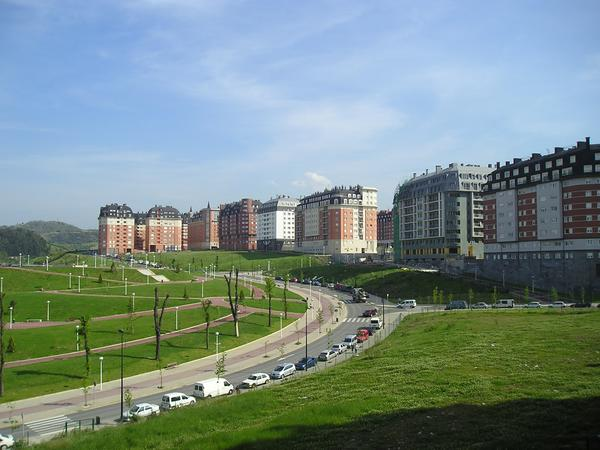
O bairro de Miribilla, o mais novo de Ibaiondo

O Casco Viejo (Casco Velho; em basco: Alde Zaharra), também conhecido como Las Siete Calles (As Sete Ruas; em basco Zazpi Kaleak) é o núcleo original da vila medieval de Bilbau. Tem 52 ha e 7 078 habitantes (2006).
É conhecido como "Sete Ruas" por causa das primeiras ruas que formaram o bairro: Somera, Artekale, Tendería, Belostikale, Carnicería Vieja, Barrenkale e Barrenkale Barrena. No bairro encontram-se as igrejas de São Nicolau, de Santo Antão e a catedral de Santiago. Outros locais importantes são a Plaza Nueva, onde se encontra a Real Academia da Língua Basca (Euskaltzaindia) e o Mercado da Ribeira.
No Casco Viejo encontra-se a estação Arriaga do EuskoTran e a estação de Casco Viejo, que serve as linhas 1 e 2 do Metro de Bilbao e a linha 4 (Bilbau/Deusto-Lezama do EuskoTren.

### São Francisco
San Francisco é um bairro conhecido pela sua alta taxa de delinquência de rua, a ponto do município ter colocado cãmaras de vigilância nas ruas mais movimentadas para tentar combater a criminalidade. Nele habitam sobretudo imigrantes, mendigos e pessoas de baixo nível económico. São Francisco é também onde se encontram a maioria dos locais de ambiente gay da cidade, sendo por isso por vezes chamado de bairro gay de Bilbau.

### La Peña
Coordenadas: 43° 14' 23" N 2° 55' 09" O

O bairro de La Peña (A Penha) ou de Abusu (este último nome é usado principalmento em basco) faz parte de dois municípios distintos, o de Arrigorriaga e o de Bilbau. Tem 46,57 ha e 7 620 habitantes. Estende-se ao longo da margem esquerda do rio Nervión desde Urazurrutia/Zamácola até a Bolueta (Basauri). As zonas de Santa Isabel, Olatxu e Ollargan também fazem parte do bairro.
O nome de La Peña deve-se a uma Ermida da Nossa Senhora da Penha de França, pertencente à anteiglesia de Arrigorriaga, fundada no bairro de Abuso numa antiga ilha que existia no rio Nervión. Devido aos estragos causados pelas inundações de 1983, o rio foi desviado para um leito com maior capacidade e o espaço entre a ilha e o bairro foi aterrado, criando-se o Parque de Ibaieder.
No bairro encontra-se a Estação de La Peña da linha C-3 da Renfe Cercanías Bilbao.

### Miribilla
O bairro de Miribilla é a parte mais nova do distrito de Ibaiondo. O bairro foi edificado sobre as antigas minas de ferro, que só encerraram definitivamente em 1987. O bairro tem dois parques importantes, os Jardins de Gernika, um boulevard com 30 000 m², e o Parque de Miribilla, um espaço verde com 50 000 m² que faz fronteira com São Francisco e Bilbao La Vieja, do qual se têm excelentes vistas sobre a cidade. Este parque tem um anfiteatro que até 2006 teve um palco que chegou a ser usado para os ensaios do Coral de Bilbau. O palco foi removido em 2006 pelo ayuntamiento por ter sido ocupado por indigentes e toxicómanos, sendo atualmente uma praça aberta.
Em Miribilla encontra-se a Bilbao Arena, um pavilhão polidespotivo coberto inaugurado em 2010 com capacidade para 8 793 pessoas.